# Sinikka Nopola
Sinikka Marianna Nopola, née le 26 novembre 1953 à Helsinki (Finlande) et morte le 13 janvier 2021 dans cette même ville, est une écrivaine et journaliste finlandaise.

## Biographie
Née à Helsinki, Sinikka Nopola passe son enfance et sa jeunesse à Tampere, dans la maison familiale située dans le quartier de Pyynikinrinne. Son père travaille comme entrepreneur indépendant dans la publicité. 
Elle étudie à l'Université de Tampere et obtient un baccalauréat en lettres et sciences humaines et  travaillé comme journaliste au Helsingin Sanomat de 1979 à 1985. Elle devient écrivain et journaliste indépendante depuis 1985. Son premier recueil de nouvelles, intitulé Tea Bags, parait en 1987. Elle a également écrit des pièces de théâtre, des scénarios de films, des essais et des comédies musicales.
Sa sœur, Tiina Nopola et elle, ont écrit plus de soixante romans pour la jeunesse ensemble.
Sinikka Nopola décède le 13 janvier 2021, des suites d'une grave maladie.

## Œuvres

### Livres
- Teepussit, nouvelles, Weilin+Göös (1987)
- Topatut alamaiset, prose (1991)
- Äiti tuu ikkunaan (ed.) (1991)
- Taivaallinen kassi ja muita esineitä (1997)
- Tervehdin teitä kevätsukkahousuilla (2001)
- Ei tehrä tästä ny numeroo (2003)
- Se on myähästä ny (2004)
- Kyä tässä jotain häikkää o (2006)
- Miksi emme totu pystyasentoon (2007)
- Anna Talven outo viivytys (2008) illustrateur Linda Bondestam
- Eila, Rampe ja elämän tarkoitus (2009)
- Matkustan melko harvoin ja muita kirjoituksia (2012)
- Likka, äite ja rouva Obama (2013)

### Livres pour enfants avec Tiina Nopola
- Rauhallinen Erkki (kuvakirja, 2001), illustrateur Markus Majaluoma
- Simo ja Sonja eli kadonnut Kerala (2009), illustrateur Linda Bondestam
- Gekko ja Puupponen (2010), illustrateur Linda Bondestam
- Rauhallinen Erkki harrastaa (2010), illustrateur Markus Majaluoma
- Simo, Sonia ja ujo mummo, Helsinki, WSOY, 2014 (ISBN 978-951-0-40081-4)

#### Série Heinähattu ja Vilttitossu (1989–2006, 2012–)
- Heinähattu ja Vilttitossu (ill. Markus Majaluoma), Helsinki, Éditions Tammi, 1989 (ISBN 951-30-9048-5)
- Heinähattu, Vilttitossu ja vauva (ill. Markus Majaluoma), Helsinki, Tammi, 1990 (ISBN 951-30-9487-1)
- Heinähattu, Vilttitossu ja vaari (ill. Markus Majaluoma), Helsinki, Tammi, 1991 (ISBN 951-30-9758-7)
- Heinähattu ja Vilttitossu loman tarpeessa (ill. Markus Majaluoma), Helsinki, Tammi, 1992 (ISBN 951-31-0047-2)
- Heinähattu ja Vilttitossu joulun jäljillä (ill. Markus Majaluoma), Helsinki, Tammi, 1993 (ISBN 951-31-0248-3)
- Heinähattu ja Vilttitossu rosvojahdissa (ill. Markus Majaluoma), Helsinki, Tammi, 1995 (ISBN 951-31-0606-3)
- Heinähattu, Vilttitossu ja iso Elsa (ill. Markus Majaluoma), Helsinki, Tammi, 1997 (ISBN 951-31-0926-7)
- Heinähattu, Vilttitossu ja Littoisten riiviö (ill. Markus Majaluoma), Helsinki, Tammi, 1999 (ISBN 951-31-1378-7)
- Heinähattu, Vilttitossu ja Rubensin veljekset (ill. Markus Majaluoma), Helsinki, Tammi, 2001 (ISBN 951-31-2188-7)
- Heinähattu, Vilttitossu ja tanssiva konstaapeli (ill. Markus Majaluoma), Helsinki, Tammi, 2003 (ISBN 951-31-2818-0)
- Heinähattu, Vilttitossu ja kielletty kampela (ill. Markus Majaluoma), Helsinki, Tammi, 2005 (ISBN 951-31-3412-1)
- Heinähatun ja Vilttitossun kaksitoista kuuta (ill. Markus Majaluoma), Helsinki, Tammi, 2006 (ISBN 951-31-3754-6)
- Heinähattu, Vilttitossu ja Kalju-Koponen (ill. Salla Savolainen), Helsinki, Tammi, 2012 (ISBN 978-951-31-5943-6)
- Heinähattu, Vilttitossu ja ärhäkkä koululainen (ill. Salla Savolainen), Helsinki, Tammi, 2013 (ISBN 978-951-31-7359-3)

#### Série Risto Räppääjä (1997–)
Les illustrateurs sont Aino Havukainen et Sami Toivonen (1997-2011) et depuis 2012 Christel Rönns.
- Risto Räppääjä ja pakastaja-Elvi, musikaali + CD (2002), musique de Iiro Rantala
- Risto Räppääjä, elokuva, käsikirjoitus (2008)ja CD, musique de Iiro Rantala
- Risto Räppääjä ja polkupyörävaras, film (2010) et CD, musique de Iiro Rantala
- Risto Räppääjä ja Sevillan saituri (ill. Christel Rönns), Helsinki, Tammi, 2014 (ISBN 978-951-31-7997-7)

### Pièces de théâtre
- Heinähattu ja Vilttitossu, avec Tiina Nopola  (1994)
- Risto Räppääjä ja Nuudelipää, avec Tiina Nopola (2002)
- Heinähattu, Vilttitossu ja suuri pamaus, opéra pour enfants + CD (2002), compositeur Markus Fagerudd
- Heinähattu, Vilttitossu ja Rubensin veljekset, avec Tiina Nopola (2003), musique de Iiro Rantala
- Heinähattu, Vilttitossu ja Littoisten riiviö, avec Tiina Nopola (2004), musique de Iiro Rantala
- Ei tehrä tästä ny numeroo, première au Théâtre municipal de Lappeenranta en 2004
- Arabian jänis, lastenoopperan libretto, compositeur Seppo Pohjola, première aux Helsingin juhlaviikot 2004
- Eila, Rampe ja Likka, première  au Théâtre des travailleurs de Tampere en 2005
- Likka – elämä ja teot, première  au Théâtre Aleksander en 2007
- Nainen ja anjovis, Première  au Théâtre municipal d'Helsinki en 2007
- Risto Räppääjä ja villi kone, avec Tiina Nopola (2009), musique de Iiro Rantala
- Heinähattu, Vilttitossu ja Pamela-täti, comédie musicale (2009), musique de Iiro Rantala
- Eila, Rampe ja palvattu onni, première en 2010 au Théâtre municipal d'Helsinki
- Eila, Rampe ja huonot keenit, première en 2010 au Théâtre des travailleurs de Tampere

### Séries télévisées
- Le calendrier de Noël de TV1, avec Tiina Nopola
- Risto Räppääjä, animation, TV2, avec Tiina Nopola
- Hellapoliisit, comédie, TV1, avec Pirjo Toika et Heidi Köngäs    (1989)
- Heikompi astia, comédie, TV1, avec Pirjo Toika et Heidi Könkää (1994)
- Rakkauden jano, comédie sarja, TV1, avec Pirjo Toika et Heidi Könkää (1995)

### Pièces radiophoniques
- Kieslowskin niska, avec Päivi Toika(1995)
- Päivi ja Irmeli Mukkulassa, avec Päivi Toika (2002)
- Päivi ja Irmeli kohtaavat Jorma Ollilan, avec Päivi Toika (2004)

## Prix et reconnaissance
- Venla-kunniakirja : 1990
- Prix Arvid-Lydecken pour Heinähattu, Vilttitossu ja vauva : 1991
- Vuoden freelancer : 1998
- Suomen Kirjastoseuran Jyvä-palkinto : 1998
- Prix Nuori Voima : 1999
- Prix Pirkanmaan-Plättä : 2002
- Médaille Anni-Swan : 2003
- Prix littéraire de la ville de Tampere pour Ei tehrä tästä ny numeroo : 2004
- Prix Pirkanmaan-Plättä : 2004
- Prix Pirkanmaan-Plättä : 2006

### Avec Tiina Nopola
- Prix Arvid Lydecken, (1991)
- Prix Tirlittan , (1994)
- Nomination au Prix Finlandia Junior, (2001)
- Prix Onnimanni, (2002)
- Prix Pirkanmaan Plättä, (2002)
- Vuoden Valopilkku (2002)
- Médaille Anni Swan (2003),
- Prix Pirkanmaan Plättä, (2004)
- Prix Pirkanmaan Plättä, (2006)
- Prix de la pièce radiophonique pour les aveugles, (2011)